# Лосолын Лаган
Лосолын Лаган или Лувсагийин Лаган (1887 — 4 мая 1940) — монгольский политик, член МНРП, председатель Президиума Государственного Малого хурала МНР с 27 апреля 1930 года по 2 июня 1932 года.

## Биография
Лосолын Лаган родился в 1887 году в сомоне Буянт аймака Ховд. С 1923 г. член Монгольской народной революционной партии (МНРП). В 1925 назначен председателем Контрольно-ревизионной комиссии Комитета МНРП аймака Ховд. С 1928 года председатель Контрольно-ревизионной комиссии ЦК МНРП. В марте 1930 года избран членом Презилиума ЦК МНРП. С 27 апреля 1930 года по 2 июня 1932 года председатель Президиума Государственного Малого хурала МНР.
В июне 1932 года исключён из членов ЦК МНРП. С этого момента карьера Лагана пошла вниз, работал в аймаке Ховд. В сентябре 1937 года Лаган арестован по обвинению в контрреволюционной деятельности. Осуждён 4 мая 1940, казнён в тот же день.
В 1962 году Лосолын Лаган реабилитирован.